# Mitracarpus diffusus
Mitracarpus diffusus là một loài thực vật có hoa trong họ Thiến thảo. Loài này được (Willd. ex Roem. & Schult.) DC. mô tả khoa học đầu tiên năm 1830.